# Leo Lando
Leopold Lando, född 3 maj 1908 i Grajewo, Polen, död 1992, var en polsk-svensk sångare (baryton), sångpedagog och målare. 
Lando utbildade sig i Köpenhamn, Berlin och Stockholm och var sånglärare vid Stockholms privata konservatorium. Han turnerade i folkparkerna och framträdde i opera- och operettroller. Lando var också medlem av Kvartetten Synkopen. Lando ställde ut sin konst ett par gånger på Modern konst i hemmiljö i Stockholm. Hans konst består av Stockholmsbilder i en 1920-tals navistisk stil.

## Diskografi
- Ni är ensam, jag är ensam - men tillsammans är vi två (Ur filmen Falska Greta, 1933), Helge Lindbergs orkester, Sonora 2037.
- En kärlekssång på Hawaii (1934), Great’s Hawaiian Band, Sonora 2064.
- En saga om Hawaii (1934), Great’s Hawaiian Band, Sonora 2064.
- LouLou (1934), Columbia DS 878.
- Moanas kärlekssång (1934) Columbia DS 878.
- Se även Kvartetten Synkopen